# Salix rosthornii
Salix rosthornii là một loài thực vật có hoa trong họ Liễu. Loài này được Seemen miêu tả khoa học đầu tiên năm 1900.